# Mészöly Miklós-díj
A Mészöly Miklós-díj a Mészöly Miklós Egyesület által 2004-ben alapított irodalmi díj, amelyet minden évben Mészöly Miklós születése évfordulóján, január 19-én adnak át az író szülővárosában, Szekszárdon egy olyan írónak, aki a tágabb értelemben vett fiatalabb nemzedékhez tartozik, jelentős írói, kritikusi vagy irodalomtörténészi életművet hozott létre, és fontos társadalmi kérdésekben nyilvánosan is hallatja a hangját. A díj alapítólevele szerint az elismerés adható magyar, illetve más közép-európai nemzet írójának.

## A díjazottak
- 2005: Márton László
- 2006: Darvasi László[1]
- 2007: Macsovszky Péter
- 2008: Cserna-Szabó András
- 2009: Baka István (posztumusz)[2][3]
- 2010: Péterfy Gergely[4]
- 2011: Zalán Tibor[5]
- 2012: Szkárosi Endre[6]
- 2013: Győrffy Ákos[7]
- 2014: Borbély Szilárd[8]
- 2015: Szilasi László[9]
- 2016: Danyi Zoltán[10]
- 2017: Szabó Róbert Csaba[11]
- 2018: Lábass Endre[12]
- 2019: Szvoren Edina[13][halott link]
- 2020: Csabai László
- 2021: Szolláth Dávid
- 2022: Bartók Imre, a Lovak a folyóban című regényéért[13]
- 2023: Szeifert Natália, az Örökpanoráma című regényéért[14]
- 2024: Tompa Andrea, a Sokszor nem halunk meg című regényéért[15]
- 2025: Láng Zsolt, Az emberek meséje című regényéért[16]